# One of These Nights
One of These Nights je čtvrté studiové album americké skupiny Eagles. Vydáno bylo v červnu roku 1975 společností Asylum Records a jeho producentem byl Bill Szymczyk. V hitparádě Billboard 200 se umístilo na první příčce. Autorem obalu alba byl Boyd Elder. Jde o poslední album kapely, na němž hrál Bernie Leadon.

## Seznam skladeb
1. „One Of These Nights“ – 4:51
2. „Too Many Hands“ – 4:42
3. „Hollywood Waltz“ – 4:04
4. „Journey of the Sorcerer“ – 6:39
5. „' Eyes“ – 6:21
6. „Take It to the Limit“ – 4:48
7. „Visions“ – 4:00
8. „After The Thrill Is Gone“ – 3:58
9. „I Wish You Peace“ – 3:45